# Fenouillet (Haute-Garonne)
Fenouillet település Franciaországban, Haute-Garonne megyében. Lakosainak száma 5727 fő (2022. január 1.). Fenouillet Lespinasse, Toulouse, Aucamville, Beauzelle, Gagnac-sur-Garonne, Saint-Alban, Seilh és Blagnac községekkel határos.

## Népesség
A település népességének változása:
| Lakosok száma | 2133 | 2928 | 3426 | 4783 | 5113 | 5065 | 5161 | 5307 | 5462 | 5727 |
|               | 1968 | 1982 | 1990 | 2006 | 2013 | 2015 | 2017 | 2019 | 2020 | 2022 |